# Friedrich Karl von Fürstenberg
Friedrich Karl Freiherr von Fürstenberg (* 17. August 1730; † 19. November 1788 in Münster) war Domherr in Münster, Paderborn und Hildesheim.

## Leben

### Herkunft und Familie
Friedrich Karl war Sohn des Christian Franz Dietrich von Fürstenberg und seiner Gemahlin Maria Antonetta Josepha von Galen (ehemalige Stiftsdame in Nottuln und Tochter des Wilhelm Goswin Anton von Galen) und entstammte damit dem Adelsgeschlecht von Fürstenberg, einem der ältesten und bedeutendsten Westfalens. Zahlreiche namhafte Persönlichkeiten aus Kirche und Staat sind aus dem Familienstamm hervorgegangen. Einer der bedeutendsten Vertreter der Familie war der Fürstbischof Ferdinand von Fürstenberg. Friedrich Karl hatte acht Geschwister, vier Schwestern und vier Brüder, darunter Franz (1729–1810, Minister und Generalvikar), Clemens Lothar (1725–1791, Erbdrost) und Franz Egon (1702–1761, Generalvikar).

### Wirken
In den Jahren 1746 bis 1749 studierte Friedrich Karl in Köln und anschließend in Würzburg, Salzburg und Rom. Im Jahre 1747 erhielt er nach dem Verzicht seines Bruders Clemens Lothar ein Domkanonikat in Paderborn. Eine münstersche Dompräbende erhielt er im Jahre 1755 nach dem Verzicht seines Onkels Hugo Franz. Das Domkapitel verweigerte die Zustimmung. So fiel die Präbende an den Turnar Clemens August von Plettenberg zurück, der sie anschließend in gültiger Form an Friedrich Karl übertrug. Nach dem Verzicht zugunsten des Domherrn Franz Arnold von der Asseburg am 24. November 1759 erhielt Friedrich Karl durch päpstlichen Zuspruch erneut am 23. Juni 1762 erneut eine Präbende, die sein Bruder Franz Egon besessen hatte. Seine Bestallung zum Assessor der Domkellnerei fiel auf den 2. November 1782. Im Jahre 1786 zum Domherrn in Hildesheim ernannt, verzichtete Friedrich Karl bereits nach einem Jahr auf die Präbende. Er war Subdiakon und wurde im Dom zu Münster bestattet.
Er unterstützte seinen Bruder politisch. Höhere Ämter strebte er selbst nicht an. Es fehlte ihm an den nötigen Fähigkeiten und Interesse. Stattdessen führte er ein ruhiges Leben und widmete sich der Pferdezucht.